# Cobbonchus palustris
Cobbonchus palustris är en rundmaskart som först beskrevs av Nathan Augustus Cobb 1917.  Cobbonchus palustris ingår i släktet Cobbonchus och familjen Cobbonchidae. Inga underarter finns listade i Catalogue of Life.